# تيد كولسون
تيد كولسون (بالإنجليزية: Ted Colson)‏ هو مستكشف أسترالي، ولد في 3 يونيو 1881 في جنوب أستراليا في أستراليا، وتوفي في 27 فبراير 1950 في Balaklava, South Australia ‏ في أستراليا.